# Patricia Juárez
Carmen Patricia Juárez Gallegos (Marcona, 16 de julio de 1960) es una abogada y política peruana. Es congresista de la república para el periodo parlamentario 2021-2026. Fue teniente alcaldesa y regidora de Lima durante el periodo 2015-2018.

## Biografía
Nació en Marcona, ciudad portuaria del departamento de Ica, el 16 de julio de 1960. 
Estudió la carrera de Derecho en la Universidad Nacional Federico Villarreal, donde obtuvo el título de abogada. Realizó estudios de posgrado en la Universidad de San Martín de Porres.
Fue gerenta de Defensa del Ciudadano (2008-2010), subsecretaria del Concejo (2005-2008) y subgerenta de Apoyo a Comisiones de Regidores (2003-2005).[cita requerida]
Se desempeñó como secretaria general de la Municipalidad Distrital de Barranco (2011-2013), así como de la Municipalidad Distrital de Miraflores (2019).
Fue asesora en el Congreso de la República, de 2013 a 2015.
Está casada con José Danós Ordóñez, quien ejerció como regidor en 2011 y actualmente como secretario del municipio de Lima en la gestión de Rafael López-Aliaga.

## Vida política
Fue militante del partido Solidaridad Nacional, liderado y fundado por Luis Castañeda Lossio, desde 2004 hasta su renuncia en 2018. En el partido, Juárez fue secretaria nacional de política. 
Su carrera política la inicia en las elecciones parlamentarias del 2011, donde fue candidata al Congreso de la República por la Alianza Solidaridad Nacional. Sin embargo, no resultó elegida.
Fue representante de Solidaridad Nacional ante el Acuerdo Nacional, junto a Martín Belaúnde Moreyra.
En el 2013, durante el proceso de revocatoria municipal contra la entonces alcaldesa, Susana Villarán, Juárez fue una de las principales voceras de la campaña por el Sí en la revocatoria encabezada por Marco Tulio Gutiérrez.

### Teniente alcaldesa y regidora de Lima
En las elecciones municipales del 2014, fue elegida como regidora de Lima, por Solidaridad Nacional, para el periodo municipal 2015-2018. Además, Juárez también se desempeñó como teniente alcaldesa desde 2015 hasta el final del gobierno municipal de Luis Castañeda Lossio en 2018.
En el 2018, Juárez renunció al Solidaridad Nacional debido a discrepancias internas en el partido.
Para las elecciones generales del 2021, Juárez fue anunciada por Keiko Fujimori como su candidata a la segunda vicepresidencia por Fuerza Popular. Sin embargo, la candidatura no tuvo éxito tras el triunfo de Pedro Castillo, de Perú Libre, en la segunda vuelta.

### Congresista
En las mismas elecciones, Juárez también postuló al Congreso de la República y resultó elegida, con 40 130 votos, para el periodo parlamentario 2021-2026.
En agosto de 2021, fue elegida presidenta de la Comisión de Constitución y Reglamento del Congreso, cargo que desempeñó en el periodo 2021-2022. 
Desde la presidencia de la Comisión de Constitución, impulsó la regulación de la cuestión de confianza, instrumento del Poder Ejecutivo que había sido parte de la crisis política en el Perú desde 2016 por su vinculación con la disolución del Congreso. La norma fue aprobada por insistencia en octubre de 2021  y luego objeto de una demanda de inconstitucionalidad por parte del Poder Ejecutivo; sin embargo, el Tribunal Constitucional confirmó la validez de la norma. Desde el mismo cargo, propuso el archivo del proyecto de asamblea constituyente enviado por el Poder Ejecutivo presidido por Pedro Castillo, lo cual fue acordado por la Comisión. Juárez también promovió el estudio y dictamen de los proyectos de reforma constitucional para el retorno de la bicameralidad en el Congreso de la República. El dictamen fue aprobado en la Comisión en junio de 2022 y llevado al Pleno en julio del mismo año.
En el mismo periodo 2021-2022, se desempeñó como miembro titular de la Comisión Permanente y de las comisiones de Defensa Nacional y Economía. Para el periodo 2022-2023, fue designada como portavoz del Grupo Parlamentario Fuerza Popular.
En el periodo 2023-2024, presidió la Subcomisión de Control Político y fue parte de las comisiones de Constitución, Defensa y Justicia, así como la Comisión Permanente y Subcomisión de Acusaciones Constitucionales.
En julio de 2024, fue elegida como primera vicepresidenta del Congreso de la República. 